# Claudio Reyna
Claudio Alejandro Reyna (Livingston, 20 luglio 1973) è un dirigente sportivo ed ex calciatore statunitense, di ruolo centrocampista, consulente strategico dell'Austin FC.
Fu capitano della nazionale statunitense.

## Biografia
Ha origini argentine da parte del padre, Miguel, che è stato calciatore, come il figlio di Claudio, Giovanni.

## Caratteristiche tecniche
Era un trequartista, abile anche a giocare da regista, dotato di buona tecnica.

## Carriera

### Club
Nel New Jersey giocò nelle giovanili della Saint Benedict's Preparatory School, dove fu compagno di squadra di Gregg Berhalter e Robert Ducey. Si diplomò alla St. Benedict's School nel 1991. Nel 1999 fu nominato tra i migliori dieci giocatori delle scuole superiori del New Jersey degli anni '90.
Iscrittosi all'Università della Virginia, la frequentò dal 1991 al 1993 e militò nella locale squadra di calcio, allenata da Bruce Arena. Vinse l'NCAA Championship per tre stagioni di fila, mentre a livello individuale si aggiudicò l'Hermann Trophy nel 1993 e il MAC Award nel 1992 e nel 1993, oltre a essere nominato Giocatore dell'anno dalla rivista Soccer America  nel 1992 e nel 1993. La stessa rivista lo decretò, nel 2000, Giocatore statunitense del secolo.
L'8 agosto 1994 Reyna firmò un contratto per giocare nella Bundesliga con il Bayer Leverkusen, dopo aver giocato il campionato del mondo del 1994. Ebbe difficoltà nel giocare e nell'adattarsi al campionato tedesco. Disputò solo 5 partite con il Bayer prima di essere ceduto in prestito al Wolfsburg nel luglio 1997. In questa squadra diventò rapidamente un punto di riferimento e divenne il primo calciatore statunitense a diventare il capitano di un club europeo.
Nell'estate 1999 il club scozzese dei Rangers acquistò il giocatore, versando 826 400 dollari al Wolfsburg e 2,76 milioni di dollari al Leverkusen per il trasferimento; il giocatore rimase ai Rangers fino al 2001. Malgrado in nazionale giocasse come fantasista, nella maggior parte dei casi nel club scozzese agì da centrocampista difensivo. Dai Rangers passò al Sunderland nel 2001.
Nell'ottobre 2002 si infortunò al legamento crociato anteriore e rimase fuori per tutto il resto della stagione 2002-2003. Con la retrocessione in First Division del Sunderland, dovette essere venduto per motivi finanziari e per le richieste vantaggiose, passando così al Manchester City. Fu sempre colpito dagli infortuni e fu impossibilitato a giocare sei mesi della stagione 2004-2005; in tre stagioni e mezzo coi Citizens disputò 77 partite, segnando 4 volte.
L'11 gennaio 2007 il Manchester City annunciò che il club aveva deciso di non rinnovare il contratto a Reyna, il quale volle giocare nella Major League Soccer per motivi familiari. Tredici giorni dopo il giocatore firmò per i N.Y. Red Bulls, dove l'allenatore Bruce Arena lo elesse capitano.

### Nazionale
Come giocatore della nazionale americana, ottenne la sua prima presenza contro la Norvegia, il 15 gennaio 1994. Fu presente al campionato mondiale del 1994, ma non giocò a causa di un infortunio; partecipò alle tre edizioni successive del campionato del mondo.
Fu un giocatore della nazionale olimpica statunitense ai Giochi olimpici del 1992 e del 1996.
Il 23 giugno 2006, giorno successivo all'eliminazione degli Stati Uniti dal campionato del mondo del 2006, Reyna annunciò il ritiro dalla nazionale, terminando la propria carriera internazionale con 112 presenze, 8 reti e 12 assist.

### Dopo il ritiro
Il 22 maggio 2013 divenne direttore sportivo del New York City, ruolo mantenuto fino al novembre 2019.
Il 21 novembre 2019 è divenuto direttore sportivo dell'Austin FC.

## Palmarès

### Club
- Campionato scozzese: 1

Rangers: 1999-2000
- Coppa di Scozia: 1

Rangers: 1999-2000

### Nazionale
- Giochi panamericani: 1

1991

### Individuale
- All-Star Team del campionato mondiale: 1

Corea del Sud-Giappone 2002